# Aharon Appelfeld
Aharon Appelfeld, wł. Erwin Appelfeld (ur. 16 lutego 1932 w Czerniowcach, zm. 4 stycznia 2018 w Petach Tikwie) – izraelski prozaik i poeta tworzący w języku hebrajskim.

## Życiorys
Urodził się jako Erwin Appelfeld, w żydowskiej rodzinie w należących wówczas do Królestwa Rumunii Czerniowcach. Podczas wojny, w 1941, jego matka została zabita, a on z ojcem trafił do obozu pracy w Naddniestrzu. Udało mu się z niego uciec, przez trzy lata ukrywał się sam w lesie, aż został przygarnięty przez oddział Armii Czerwonej, w którym został kucharzem. Po zakończeniu wojny przebywał jako DPs w obozie we Włoszech, w 1946 wyjechał do Palestyny. Za pomocą Agencji Żydowskiej odnalazł ojca, który przeżył Holocaust i znalazł się w obozie przejściowym Be’er Towijja.
Przez wiele lat był wykładowcą na Uniwersytecie Ben Guriona. Mieszkał w Jerozolimie.

## Twórczość
Jako poeta debiutował w 1959 roku, później zaczął publikować opowiadania i powieści. 
Był tłumaczony na wiele języków. W Polsce ukazały się dwie jego powieści, Badenheim 1939 (1980) oraz Droga żelazna (1991). 
Akcja pierwszej rozgrywa się wiosną 1939 w austriackim kurorcie podczas corocznego, chętnie odwiedzanego przez mieszczan żydowskiego pochodzenia, festiwalu muzycznego. Bohaterem drugiej jest Żyd, dawny więzień obozu, od 40 lat podróżujący pociągami po Austrii w poszukiwaniu mordercy swoich rodziców.